# Йювяскюля (аэропорт)
Йю́вяскюля (ИАТА: JYV, ИКАО: EFJY) (фин. Jyväskylän lentoasema) — аэропорт, находится в городе Йювяскюля, Финляндия. Расположен в центре Озёрной Финляндии примерно в 20 км к северу от центра Йювяскюля Терминал аэропорта был капитально отремонтирован осенью 2004 года.
С центром города соединён линией маршрутного такси, отправляющегося из центра за час до отправления каждого рейса. Рейсы в обратном направлении отправляются по мере выхода пассажиров и получения ими багажа
Аэропорт используется также Военно-воздушной академией и её службой обеспечения. Неподалёку от аэропорта находится Авиационный музей Центральной Финляндии.

## Статистика
| Год  | Внутренние линии | Международные линии | Всего пассажиров | Изменение |
| ---- | ---------------- | ------------------- | ---------------- | --------- |
| 2005 | 140,187          | 9,811               | 149,998          | −1.8 % ▼  |
| 2006 | 135,223          | 14,099              | 149,322          | −0.5 % ▼  |
| 2007 | 125,476          | 13,465              | 138,941          | −7.0 % ▼  |
| 2008 | 112,831          | 15,787              | 128,618          | −7.4 % ▼  |
| 2009 | 92,144           | 12,045              | 104,189          | −19.0 % ▼ |
| 2010 | 74,982           | 13,626              | 88,608           | −15.0 % ▼ |
| 2011 | 75,131           | 13,719              | 88,850           | 0.3 % ▲   |